# Callitettix
Callitettix is een geslacht van halfvleugeligen uit de familie schuimcicaden (Cercopidae). De wetenschappelijke naam van dit geslacht is voor het eerst geldig gepubliceerd in 1865 door Stål.

## Soorten
Het geslacht Callitettix omvat de volgende soorten:
- Callitettix biformis Lallemand, 1927
- Callitettix braconoides (Walker, 1858)
- Callitettix carinifrons Noualhier, 1904
- Callitettix contiguus (Walker, 1851)
- Callitettix coomani Lallemand, 1946
- Callitettix costalis Lallemand, 1933
- Callitettix proximus (Walker, 1851)
- Callitettix ruficeps Melichar, 1915
- Callitettix versicolor (Fabricius, 1794)